# USS Gleaves (DD-423)
USS Gleaves (DD-423) là chiếc dẫn đầu của lớp tàu khu trục mang tên nó được Hải quân Hoa Kỳ chế tạo trong Chiến tranh Thế giới thứ hai. Nó đã tham gia suốt Thế Chiến II, sống sót qua cuộc xung đột, ngừng hoạt động năm 1946 và bị tháo dỡ năm 1972. Nó là chiếc tàu chiến duy nhất của Hải quân Hoa Kỳ được đặt theo tên Đô đốc Albert Gleaves (1858–1937), người tham gia cuộc Chiến tranh Tây Ban Nha-Hoa Kỳ và Chiến tranh Thế giới thứ nhất, cũng là một sử gia hải quân; Gleaves được ghi nhận công lao đã giúp cải tiến độ chính xác của ngư lôi và các vũ khí hải quân khác.

## Thiết kế và chế tạo
Gleaves được chế tạo tại xưởng tàu của hãng Bath Iron Works Corp. ở Bath, Maine. Nó được đặt lườn vào ngày 16 tháng 5 năm 1938; được hạ thủy vào ngày 9 tháng 12 năm 1939, và được cùng đỡ đầu bởi các cô Evelina Gleaves Van Mtre và Clotilda Flornce Cohe, các cháu nội của Đô đốc Gleaves. Con tàu được cho nhập biên chế cùng Hải quân Hoa Kỳ vào ngày 14 tháng 6 năm 1940 tại Xưởng hải quân Boston dưới quyền chỉ huy của Thiếu tá Hải quân E. H. Pierce.

## Lịch sử hoạt động

### Hộ tống vận tải Đại Tây Dương
Lên đường cho chuyến đi chạy thử máy và huấn luyện không lâu sau khi nhập biên chế, Gleaves hoạt động ngoài khơi bờ biển Đại Tây Dương và vùng biển Caribe cho đến khi quay trở về Boston, Massachusetts vào ngày 19 tháng 3 năm 1941 để chuẩn bị làm nhiệm vụ hộ tống vận tải. Nó khởi hành từ Newport cho chuyến đi đầu tiên vào ngày 23 tháng 6, hộ tống đoàn tàu đi đến Iceland an toàn; và sau khi tuần tra tại vùng biển Iceland trong một thời gian, nó quay trở về Boston vào ngày 23 tháng 7.
Sau đó Gleaves còn thực hiện bốn chuyến đi khác đến Iceland, Ireland và Bắc Phi, bảo vệ tuyến đường vận chuyển tiếp liệu sống còn sang Mặt trận châu Âu. Khi nhịp độ tấn công của các tàu ngầm Đức ngày càng gia tăng, nó thực hiện ngày càng nhiều các cuộc tấn công nhắm vào những chiếc U-boat đối phương, nhưng không xác nhận được chiến công này. Từ ngày 11 đến ngày 12 tháng 5 năm 1942, cho dù có những nỗ lực hết sức của nó và các tàu hộ tống khác, bảy tàu buôn thuộc Đoàn tàu ONS-92 đã bị mất trong hai đợt tấn công bởi những nhóm đông tàu ngầm đối phương theo chiến thuật Wolfpack (Bầy sói).

### Các cuộc đổ bộ tại châu Âu
Sau khi quay trở về Boston vào ngày 31 tháng 3 năm 1942, Gleaves lên đường vào ngày 10 tháng 5 để tham gia Chiến dịch Husky, cuộc đổ bộ lực lượng Đồng Minh lên đảo Sicily thuộc Ý. Sau khi tham gia các hoạt động hỗ trợ và hộ tống vận tải tại khu vực chiến sự, Gleaves và tàu chị em Plunkett (DD-431) đã tiếp nhận sự đầu hàng của lực lượng Ý đồn trú trên đảo Utica vào ngày 5 tháng 8 năm 1943. Nó cũng đánh đuổi một nhóm năm tàu phóng lôi E-boat đối phương đã tìm cách tấn công tàu bè trong cảng Palermo, Sicily.
Khi việc chuẩn bị của Đồng Minh để đổ bộ lên bán đảo Ý lên đến cao trào, Gleaves đã tham gia bắn phá lục địa Ý. Vào tháng 9 năm 1943, nó giúp dọn đường cho lực lượng đổ bộ lên Salerno; và sau cuộc tấn công, nó hộ tống tàu bè trong Địa Trung Hải để hỗ trợ cho cuộc tiến quân lên phía Bắc Salerno. Khi lực lượng trên bộ và trên không đối phương phối hợp các nỗ lực nhằm ngăn chặn việc đổ bộ tại Anzio vào tháng 1 năm 1944, Gleaves một lần nữa bắn pháo hỗ trợ và bảo vệ phòng không. Đến tháng 5, nó tìm cách truy lùng và tiêu diệt tàu ngầm Đức U-616, nhưng các tàu chiến khác trong đội đã đánh chìm chiếc U-boat; những người sống sót của chiếc U-boat bị đánh chìm đã được Gleaves cứu vớt vào ngày 17 tháng 5.
Gleaves sau đó tham gia Chiến dịch Dragoon, cuộc đổ bộ của lực lượng Đồng Minh lên miền Nam nước Pháp vào tháng 8 năm 1944. Nó bảo vệ cho các lính biệt kích Ranger Thủy quân Lục chiến trong các cuộc đổ bộ ban đầu, bắn phá các vị trí trên bờ hỗ trợc cho cuộc đổ bộ chính, cũng như bảo vệ các đơn vị hạm đội ngoài khơi. Được gửi đến San Remo làm nhiệm vụ tuần tra và hỗ trợ, nó giúp bắn phác các công sự trên bờ vào ngày 1 tháng 10, bắn phá tàu bè trong cảng Oneglio, Ý, bắn trúng hai tàu chở hàng trong đêm 1-2 tháng 10. Đang khi di chuyển dọc xuôi bờ biển đến San Remo, chiếc tàu khu trục bị ba xuồng máy nhỏ chất đầy chất nổ của Đức tấn công và đã đánh chìm một chiếc; hai chiếc kia tạm thời bị đánh đuổi. Quay trở lại vị trí trực chiến ngoài khơi San Remo, nó còn bị tấn công thêm hai lần nữa. Bằng cách cơ động quyết liệt, tấn công bằng mìn sâu và hỏa lực hải pháo chính xác, nó đánh chìm thêm năm xuồng đối phương. Nó quay trở lại khu vực sáng hôm sau và tìm thấy một chiếc thứ sáu bị đánh hỏng, chiếm giữ nó cùng hai thủy thủ trên tàu vốn đã cung cấp những tin tức tình báo có giá trị cho phía Đồng Minh.
Vào tháng 12 năm 1944, Gleavesđược phân công vai trò hỗ trợ hỏa lực cho các vị trí của quân Đồng Minh tại vùng biên giới Pháp-Ý, và đã thực thi vai trò này cho đến khi nó lên đường quay trở về Hoa Kỳ vào tháng 2 năm 1945. Sau một giai đoạn tái trang bị tại New York và hoạt động huấn luyện tại vùng biển Caribe, nó khởi hành từ vịnh Guantánamo, Cuba vào ngày 30 tháng 6 để đi sang khu vực Thái Bình Dương, đi đến Trân Châu Cảng vào ngày 4 tháng 8.

### Sau chiến tranh
Sau khi chiến tranh kết thúc, Gleaves đi sang phía Tây đến Saipan và Nagasaki, Nhật Bản cùng lực lượng chiếm đóng. Nó thể hiện nổi bật trong hoạt động giải cứu và cứu trợ khi một cơn cuồng phong quét qua biển Philippine trong tháng 9 và tháng 10. Đang khi sửa chữa máy móc tại Adak, Alaska vào ngày 23 tháng 11, nó nhận được tin tức chiếc tàu hơi nước Adabelle Lyke đang ở giữa Thái Bình Dương mắc phải bệnh dịch đậu mùa; chiếc tàu khu trục đã khởi hành từ Adak vào ngày 25 tháng 11 và chạy hết tốc độ, mang theo vắc xin cần thiết. Nó gặp gỡ con tàu bị nạn vào ngày hôm sau và chuyển giao số thuốc quý giá này.
Sau khi hoàn tất nhiệm vụ tại khu vực Bắc Thái Bình Dương, Gleaves chuyên chở 300 cựu chiến binh từ khu vực quần đảo Aleut quay trở về Seattle, Washington trong khuôn khổ Chiến dịch Magic Carpet, về đến nơi vào ngày 10 tháng 12. Nó sau đó đi đến San Francisco, California, và khởi hành vào ngày 2 tháng 1 năm 1946 để đi Charleston, South Carolina, đến nơi vào ngày 18 tháng 1. Nó được cho xuất biên chế tại Charleston vào ngày 8 tháng 5 năm 1946, và được đưa về lực lượng dự bị tại Philadelphia, Pennsylvania, sau được chuyển đến Hạm đội Dự bị tại Orange, Texas, nơi nó ở lại cho đến năm 1967. Tên của được cho rút khỏi danh sách Đăng bạ Hải quân vào ngày 1 tháng 11 năm 1969; và nó bị bán vào ngày 29 tháng 6 năm 1972 để tháo dỡ.

## Phần thưởng
Gleaves được tặng thưởng năm Ngôi sao Chiến trận do thành tích phục vụ trong Thế Chiến II.